# Иаков Ворагинский
Иаков Ворагинский, Яков Ворагинский, Якопо да Варацце, де Ворагине, Иаков из Ворагина, Иаков Генуэзец (ошибочные варианты транскрипции — Жак де Воражин, Яков Воражин, Жакопо, Якобус, Якоб, Якобо или Иакоб Ворагин) (лат. Jacobus de Voragine, итал. Jacopo da Varazze) (около 1228, Варацце, Лигурия — не ранее 13 июля 1298 и не позднее 14 июля 1298, Генуя) — монах-доминиканец, итальянский духовный писатель, автор знаменитого сборника житий святых «Золотая легенда».

## Биография
В 1244 году, будучи в Генуе, вступил в орден доминиканцев. На протяжении многих лет был провинциалом Ломбардии, с 1292 года — архиепископом Генуи. Как отмечает католическая энциклопедия, «в служении проявил себя ревностным пастырем и миротворцем. Жил скромно, был милосердным к бедным».
11 мая 1816 года папа Пий VII причислил его к лику блаженных, реликвии его были перенесены на родину, в Варацце. День памяти — 13 (14) июля.

## Сочинения
Автор первого перевода Библии на народный итальянский язык, оставшегося неизданным, а также «Sermones quadragesimales et dominicales» (Венеция, 1589; Тулуза, 1874—1876). Сохранились также собрания его проповедей.
Его наиболее известное произведение — сборник житий различных святых «Золотая легенда» («Legenda aurea sive historia Lombardica»). Этот сборник, составленный в 1250-е гг., без всякой критики, частью по письменным источникам, частью на основании устных народных преданий, был в средние века широко распространён и переведён почти на все европейские языки.